# Vicious Rumors
I Vicious Rumors sono un gruppo heavy metal fondato nel 1979 ad Alameda, California.

## Storia del gruppo

### Il debutto e la formazione classica
La formazione del gruppo ha subito molti mutamenti nel tempo. L'unico membro costante è il chitarrista Geoff Thorpe, compositore, leader e fondatore dalla band che muove i suoi passi nella Bay Area famosa per avere dato in quegli anni i natali al thrash metal, seppure il sound dei Vicious Rumors sia decisamente differente.
A seguito delle partecipazioni (a cavallo tra il 1982 ed il 1985 e caratterizzate da formazioni molto instabili) alle compilation KMEL's "New Oasis", U.S. Metal vol. 3 e U.S. Metal vol. 4, la band esordisce con l'album Soldiers of the Night, nel 1986, pubblicato dalla Shrapnel Records.
A fianco di Thorpe vi sono: Larry Howe (batteria), Dave Starr (basso), Gary St.Pierre (voce) e il futuro guitar hero Vinnie Moore (chitarra solista). Quest'ultimo è stato reclutato dietro consiglio del mastermind della Shrapnel: Mike Varney.
Con la fuoriuscita di St.Pierre e Moore, è l'album successivo "Digital Dictator", pubblicato nel 1988, che definisce la formazione storica dei Vicious Rumors con l'avvento del cantante Carl Albert (Villain, Ruffians) e del chitarrista Mark McGee (Overdrive, Starcastle). Sarà questa la line-up che costruirà il successo di critica e in parte anche di pubblico per un decennio.
Nel 1990, il gruppo si accasa presso l'Atlantic Records e pubblica l'album omonimo "Vicious Rumors" (contenente tra gli altri anche il classico "World Church").
Nel 1992, i Vicious Rumors raggiungono il loro maggior successo commerciale con "Welcome to the Ball", il quale riceve addirittura una nomination come "Outstanding Metal Album" per i Bay Area Music Award al fianco di acts quali Metallica e Tesla.
A seguito di un tour, in compagnia dei compagni di scuderia Savatage, e della pubblicazione del live "Plug In and Hang On" registrato in Giappone, il chitarrista Geoff Thorpe si ritrova affetto dalla sindrome del tunnel carpale che per mesi gli impedisce l'uso corretto delle mani. La band rischia lo scioglimento e vi è lo split col bassista Dave Starr.
Nel 1994, con l'ingresso di Tommy Sisco (già con Carl Albert nei Villain) come nuovo bassista e, soprattutto, della guarigione di Thorpe per la indie Rising Sun viene pubblicato il nuovo album "Word of Mouth". Nel disco è contenuta la canzone "Thunder and Rain" (suddivisa in due parti) dedicata allo memoria di Criss Oliva dei Savatage.
Poco dopo il ritorno da un tour con gli stessi Savatage, il 22 aprile 1995 il cantante Carl Albert (1962-1995) muore in un incidente stradale.

### Il dopo Carl Albert e un nuovo sound
Il dramma (dal quale il gruppo non si riprenderà mai completamente) riporta nuovamente la band di Geoff Thorpe sull'orlo dello scioglimento. Mark McGee aveva già abbandonato al termine del tour di "Word of Mouth": successivamente verrà reclutato dai Gregg Allman & Friends. Tommy Sisco e Larry Howe resistono ancora due album prima di lasciare anch'essi: "Something Burning" del 1996 (nel quale è lo stesso Geoff Thorpe ad occuparsi, in prima persona, delle parti vocali non riuscendo a trovare nessuno in grado di riempire il vuoto lasciato da Albert) e "Cyberchrist" del 1998 (con alla voce il grintoso Brian O'Connor). Si tratta di album dal sound più moderno e marchiati da una maggiore componente groove metal ma anche da cantanti piuttosto distanti dallo stile di Albert.
In omaggio alla memoria di Carl Albert sono stati pubblicati il CD "A tribute to Carl Albert" (contenente registrazioni bootleg dal vivo tratte dal tour europeo di "Word of Mouth") e l'home-video "The First Ten Years". "Perpetual", presente su "Something Burning", è stato l'ultimo brano ad essere scritto da Carl Albert. Mark McGee, inoltre, per un suo progetto solista mai pubblicato, ha composto ed inciso la canzone "Find Your Way Home" dedicata proprio all'amico scomparso.
Gli anni Duemila sono segnati da alcuni album con formazioni alquanto instabili attorno al mastermind Geoff Thorpe. Howe viene sostituito da tre session drummer: Atma Anur, Will Carroll e Dan Lawson. Alla seconda chitarra si alterneranno Steve Smyth (apprezzato poi con Nevermore, Testament e Forbidden) e Ira Black (Lizzy Borden, Heathen). Al basso Cornbread. Escono "Sadistic Symphony" del 2001 (alla voce la fugace apparizione di Morgan Thorne, sostituito poco dopo dal rientrante O'Connor) e il Dvd "Crushing the World" (che fotografa diverse ere della band e presenta anche tre inediti studio), inframmezzato dal demo "Immortal" che però non sfocerà mai in un nuovo album di questa line-up. Nel 2004 la line-up di "Word of Mouth" (Thorpe, McGee, Sisco e Howe, più O'Connor al microfono e Black occasionalmente alla seconda chitarra per McGee) si riunisce temporaneamente per il decennale di quel disco. Successivamente i problemi di salute di Geoff Thorpe (operato alla schiena) costringono la band a cancellare molti appuntamenti.  Quindi lasciano Cornbread (sostituito dal vivo da Tommy Sisco) e O'Connor. Di fatto l'era "groove metal" della formazione californiana si chiude qui.

### Ritorno alle sonorità delle origini
Nel 2006 infatti è ancora rivoluzione in casa VR con l'album "Warball", prodotto da Juan Urteaga e segnato da una "all star" line-up che vede riuniti tre quinti dei VR storici: al fianco di Geoff Thorpe ritorna infatti la sezione ritmica storica Larry Howe-Dave Starr. Completano la formazione session man di lusso quali James Rivera degli Helstar alla voce ed i chitarristi Brad Gillis (Night Ranger, ex Ozzy Osbourne) e Thaen Rasmussen (Heathen, Anvil Chorus: sarà lui il secondo chitarrista nei live). Innesti che non dureranno (Stephen Goodwin rimpiazza Starr al basso dopo il suo polemico addio, Rivera lascia alla fine del tour) ma che se non altro hanno il merito di riavvicinare i VR al sound dell'era più classica.
Il 2007 vede l'ingresso in pianta stabile nella band del chitarrista Kiyoshi Morgan al posto di Rasmussen. Rimane incerto anche il ruolo di singer: uscito di scena Rivera, segue un periodo con Ronnie Stixx (Divine Ruins, Blood Redskies, Shadowkeep) alla voce nelle esibizioni live. Ma il cantante non convince, tanto che nel 2009 Geoff Thorpe sceglie come nuova voce dei Vicious Rumors Brian Allen (Last Empire, Wild Dogs).
Thorpe e Howe rifondano la band attorno alla voce di Allen, al bassista Stephen Goodwin e alla seconda "ascia" Kiyoshi Morgan. Il terzetto di nuovi membri debutta in studio sul full-length "Razorback Killers" (con ospiti il membro storico Mark McGee, il solito Brad Gillis ed Eric Peterson dei Testament), il quale otterrà buonissime recensioni soprattutto in Europa. Segue un tour di spalla agli Hammerfall.
Non manca però un occhio al glorioso passato della band: in occasione del trentennale dei Vicious Rumors, all'Headbanger's Open Air festival 2009 sono stati eseguiti alcuni brani dal primo disco Soldiers of the Night in compagnia del cantante originale Gary St.Pierre, mentre in occasione del Keep It True del 2011 la band si è eccezionalmente riunita con i membri storici Mark McGee e Tommy Sisco, oltre ad ospitare l'esibizione del vocalist Kevin Albert, figlio di Carl.
Nel 2012, dopo un mini-tour che li ha riportati in Europa (con il rientrante Thaen Rasmussen e Bob Capka che nel frattempo si alternano dal vivo dopo l'addio di Morgan), Thorpe annuncia una doppia release per i mesi a venire: il live "Live you to Death", uscito a novembre 2012 e testimonianza del tour dell'anno prima con gli Hammerfall, e un nuovo studio album per il 2013 dal titolo "Electric Punishment", prodotto come il predecessore dal fido Juan Urteaga e che vede alternarsi alle chitarre - accanto a Thorpe - Thaen Rasmussen, Mark McGee, Brad Gillis e Bob Capka. Nell'estate 2013 i VR ripetono l'esperienza di uno show speciale al warm-up del Bang Your Head in Germania con alla voce Kevin Albert, il figlio del vocalist storico della band.

### Eventi successivi
Dopo un periodo di relativa stabilità, nel 2013 i VR si trovano ad affrontare nuovi cambi di formazione attorno al duo di membri storici Thorpe-Howe. Nella prima tranche del tour europeo a supporto di Electric Punishment, la vecchia conoscenza James Rivera rimpiazza temporaneamente al microfono Brian Allen, bloccato in patria da alcuni problemi familiari. Lo stesso avviene nella seconda parte del tour europeo e nelle date statunitensi con Stephen Goodwin, che è sostituito dal bassista sloveno Tilen Hudrap. Nel medesimo periodo Bob Capka invece rientra in formazione alla seconda chitarra per Thaen Rasmussen. A sorpresa, durante il già citato tour americano la band presenta nei suoi ranghi il giovane singer olandese Nick Holleman (Powerized, Methusalem), mentre Brian Allen ufficializza il suo addio.
Entrando in formazione accanto a Thorpe, Howe e Capka, Hudrap e successivamente Holleman diventano così i primi membri ufficiali europei nella storia dei Vicious Rumors, che nel corso del 2014 riprendono più che mai a girare il mondo: affrontano la loro seconda partecipazione (dopo quella del 2012) alla crociera "70,000 Tones of Metal" - ove suoneranno per la prima volta per intero il classico "Digital Dictator" - e, oltre al ritorno in Europa, il lungamente atteso primo tour in Sud America. Nel corso del 2014 la nuova formazione pubblica un nuovo cd dal vivo, "Live You To Death 2: American Punishment", tagliando il traguardo dei quattro album in quattro anni. Nell'estate 2015 la band è nuovamente in Europa per alcuni festival (con Thaen Rasmussen che ancora una volta si alterna con Bob Capka alla seconda chitarra) e annuncia di essere al lavoro su un nuovo disco di inediti.
A marzo 2016 i Vicious Rumors annunciano l'uscita del 12º album in studio "Concussion Protocol", il primo concept nella storia della band, preceduto dai singoli  "Chasing the Priest" e "Take it or leave it".
Nel maggio 2017 la band annuncia una nuova line-up con il ritorno al microfono di Brian Allen e l'innesto del giovanissimo talento Gunnar DuGrey alla seconda chitarra, rispettivamente al posto di Nick Holleman e Thaen Rasmussen. La band nel 2018 e 2018 si imbarca in un tour mondiale che celebra i 30 anni dall'uscita di "Digital Dictator".. Alla vigilia del tour a sorpresa la band annuncia la nuova voce Nick Courtney al posto del nuovamente defezionario Brian Allen, e successivamente l'ingresso temporaneo di Cody Green al basso per Tilen Hudrap. La band si imbarca in tour sia negli Usa che in Europa, con una nuova data speciale col figlio di Carl Albert, Keven, al Keep It True Festival in Germania. Nel 2020 esce il nuovo album, "Celebration Decay", che vede il debutto studio di Courtney e DuGrey e l'ex Testament Greg Christian e Cody Green nelle vesti di ospiti rispettivamente al basso e chitarra. Dal vivo il nuovo bassista è lo svedese Robin Utbult..
A luglio 2022 nuova rivoluzione: dietro al microfono viene annunciato l'innesto di Ronny Munroe, ex Metal Church e Trans-Siberian Orchestra. A causa di un problema medico, dopo un solo anno e due lunghe tournée, Brian Allen lo sostituirà dapprima occasionalmente e poi a tempo pieno da agosto 2023, iniziando la sua terza era nella band.. Dopo una lunga tournée, Larry Howe - il membro più longevo dopo Geoff Thorpe - lascia improvvisamente la band nel maggio del 2024, rimpiazzato da Gunnar Coston per il seguente tour europeo. Un mese dopo, anche il chitarrista Gunnar DuGrey e il cantante Brian Allen annunciano la propria dipartita, con Thorpe ancora una volta costretto a rifondare la band. Dopo avere annunciato un nuovo chitarrista in Denver Cooper, i Vicious Rumors riaccolgono comunque ben presto Larry Howe dietro le pelli e annunciano il nuovo vocalist Chalice, vero nome Brian Betterton. Questa line-up registra il primo album della band in cinque anni, "The Devil's Asylum", che esce nell'estate 2025.

## Formazione

### Formazione attuale
- Geoff Thorpe - chitarra, seconda voce (1979-oggi); voce (1995-1997)
- Larry Howe - batteria (1985-2000, 2005-2024, 2024-oggi)
- Robin Utbult - basso (2020-oggi)
- Denver Cooper - chitarra (2024-oggi)
- Brian "Chalice" Betterton - voce (2024-oggi)

### Ex componenti, session e musicisti live
- Bryan Hurt - batteria (1979-1980)
- Sam Perkins - batteria (1980-1982)
- Mark Tate - voce (1982–1983)
- Jim Cassero - chitarra (1982–1983)
- Jeff Barnacle - basso (1982–1984)
- Jamie Scott - chitarra (1983)
- Jim Lang - batteria (1983)
- Chuck Moomey - chitarra (1983–1985)
- Don Selzer - batteria (1984–85)
- Gary St.Pierre - voce (1983–1986, 2009 ospite)
- Dave Starr  - basso (1984–1993, 2005–2006)
- Vinnie Moore - chitarra (1985–1986)
- Terry Montana - chitarra (1986)
- Mark McGee - chitarra (1986–1995, 2011-2013 ospite)
- Carl Albert - voce (1988–1995; deceduto nel 1995)
- Tommy Sisco - basso (1994–1999; 2005 in alcuni live, 2011 ospite)
- Steve Smyth - chitarra (1996–1999, 2023 ospite)
- Brian O'Connor - voce (1997–1999, 2001–2005)
- Morgan Thorn - voce (2000–2001)
- Atma Anur - batteria (2000–2001)
- Ira Black - chitarra (2000–2005, 2023 ospite)
- Cornbread - basso (2000–2005)
- Dan Lawson - batteria (2001)
- Will Carroll - batteria (2001–2004)
- James Rivera - voce (2005–2007, 2009 e 2013 in alcuni live)
- Brad Gillis - chitarra (2005, 2011-2013 ospite)
- Ronnie Stixx - voce (2008–2009)
- Kevin Albert (figlio di Carl Albert) - voce (2006, 2011, 2013, 2019 ospite)
- Kiyoshi Morgan - chitarra (2007–2012, 2023 ospite)
- Stephen Goodwin - basso (2006–2013, live 2017 e 2023-2024)
- Brian Allen - voce (2009–2013, 2017–2018, 2023-2024)
- Bob Capka - chitarra (2012-2015)
- Thaen Rasmussen - chitarra (2005–2007, 2011-2017)
- Nick Holleman - voce (2013-2017, 2022 ospite)
- Joe Spencer - basso, batteria (live 2017)
- Mike Cousins - basso (live 2017)
- Tilen Hudrap - basso (2013-2018)
- Gunnar DüGrey - chitarra (2017-2024)
- Cody Green - basso (2018-2020)
- Greg Christian - basso (2020)
- Nick Courtney - voce (2018-2022)
- Ronny Munroe - voce (2022-2023)
- Gunnar Coston - batteria (live 2024)

## Discografia

### Album in studio
- 1985 - Soldiers of the Night
- 1988 - Digital Dictator
- 1990 - Vicious Rumors
- 1992 - Welcome to the Ball
- 1994 - Word of Mouth
- 1996 - Something Burning
- 1998 - Cyberchrist
- 2001 - Sadistic Symphony
- 2006 - Warball
- 2011 - Razorback Killer
- 2013 - Electric Punishment
- 2016 - Concussion Protocol
- 2020 - Celebration Decay

### EP
- 1994 - The Voice
- 2004 - Immortal (demo)

### Live
- 1992 - Plug In and Hang On: Live in Tokyo
- 1995 - A Tribute to Carl Albert
- 2012 - Live You to Death
- 2014 - Live You To Death 2: American Punishment

### Compilation
- 1982 - "I Can Live Forever" - KMEL's New Oasis
- 1983 - "Ultimate Death" - US Metal vol. III
- 1984 - "One Way Ticket" - US Metal vol. IV

## Videografia
- 1996 - The First Ten Years [VHS]
- 2005 - VR - Crushing the World [DVD]
- 2018 - “40th Anniversary - Live in Germany“ [DVD]